# وستپورت (ماساچوست)
وستپورت(به انگلیسی: Westport) شهرکی در شهرستان بریستول ایالت ماساچوست می‌باشد که در سال ۱۷۸۷ بنیان‌گذاری شده‌است. این شهرک در سرشماری سال ۲۰۱۰ میلادی، ۱۵٬۵۳۲ نفر جمعیت داشته‌است.